# 冠毛鳚
冠毛鳚（學名：Cirriemblemaria lucasana），為輻鰭魚綱鳚形目煙管鳚科冠毛鳚屬的一種，分布於中東太平洋墨西哥加利福尼亞灣海域，深度10至30公尺，本魚頭部圓鈍，吻部中央有一根卷鬚，每眼上方有2條深分枝的觸鬚，雄魚觸鬚至少為眼寬的2倍長，雌性觸鬚較短，頸背有兩排觸毛，背鰭硬棘21-22枚、背鰭軟條15-16枚，體半透明的淡黃色或粉紅色至紅色，臉頰上白色區域邊緣有一對細斜的棕色條紋，觸鬚淡黃色到白色，背鰭基部下方有9個棕色馬鞍狀斑紋，腹部白色，中央有深色橫帶，脊柱上有白色線紋，體長可達4公分，棲息在岩礁區，通常躲在蠕蟲空巢穴，雌魚產附著性卵，由雄魚守護魚卵，生活習性不明。